# At Carnegie Hall (It's a Beautiful Day)
| Recensione              | Giudizio |
| ----------------------- | -------- |
| AllMusic                |          |
| Dizionario del Pop-Rock |          |

At Carnegie Hall è il quarto album (e primo live) degli It's a Beautiful Day, pubblicato dalla Columbia Records nel dicembre del 1972.

## Tracce

### LP
Lato A (AL 31338)
1. Give Your Woman What She Wants – 3:55 (Joel Hirschhorn, Taj Mahal)
2. A Hot Summer Day – 8:40 (David LaFlamme)
3. Angels and Animals – 4:02 (David LaFlamme)
4. Bombay Calling – 8:25 (David LaFlamme, Linda LaFlamme)

Lato B (BL 31338)
1. Going to Another Party – 4:25 (Tom Fowler)
2. Good Lovin' – 5:10 (Mitchell Holman, Fred Webb, Marilyn Brodie)
3. The Grand Camel Suite – 3:00 (Bill Gregory)
4. White Bird – 9:40 (David LaFlamme)

## Formazione
- David LaFlamme - voce, violino
- Pattie Santos - voce, percussioni
- Bill Gregory - chitarra
- Fred Webb - organo, pianoforte, voce
- Tom Fowler - basso
- Val Fuentes - batteria, voce

Note aggiuntive
- Elliot Mazer - produttore
- Registrato dal vivo al Carnegie Hall di New York City, New York (Stati Uniti)
- Stanley Tonkel - ingegnere delle registrazioni (al Carnegie Hall)
- Elliot F. Mazer - ingegnere del remixaggio (effettuato al Quadrafonic Sound Studios di Nashville, Tennessee)
- Ron Coro / Karen Lee Grant - design copertina album originale
- Joe Garnett - lettering copertina album originale
- Ringraziamenti speciali a: Elliot F. Mazer, Paul Baratta, Don DeVito e Selby Coffeen[5]

## Classifica
Album
| Anno | Classifica    | Posizione raggiunta |
| ---- | ------------- | ------------------- |
| 1972 | Billboard 200 | 144                 |